# Carl Maria von Weber (Hauptmann)

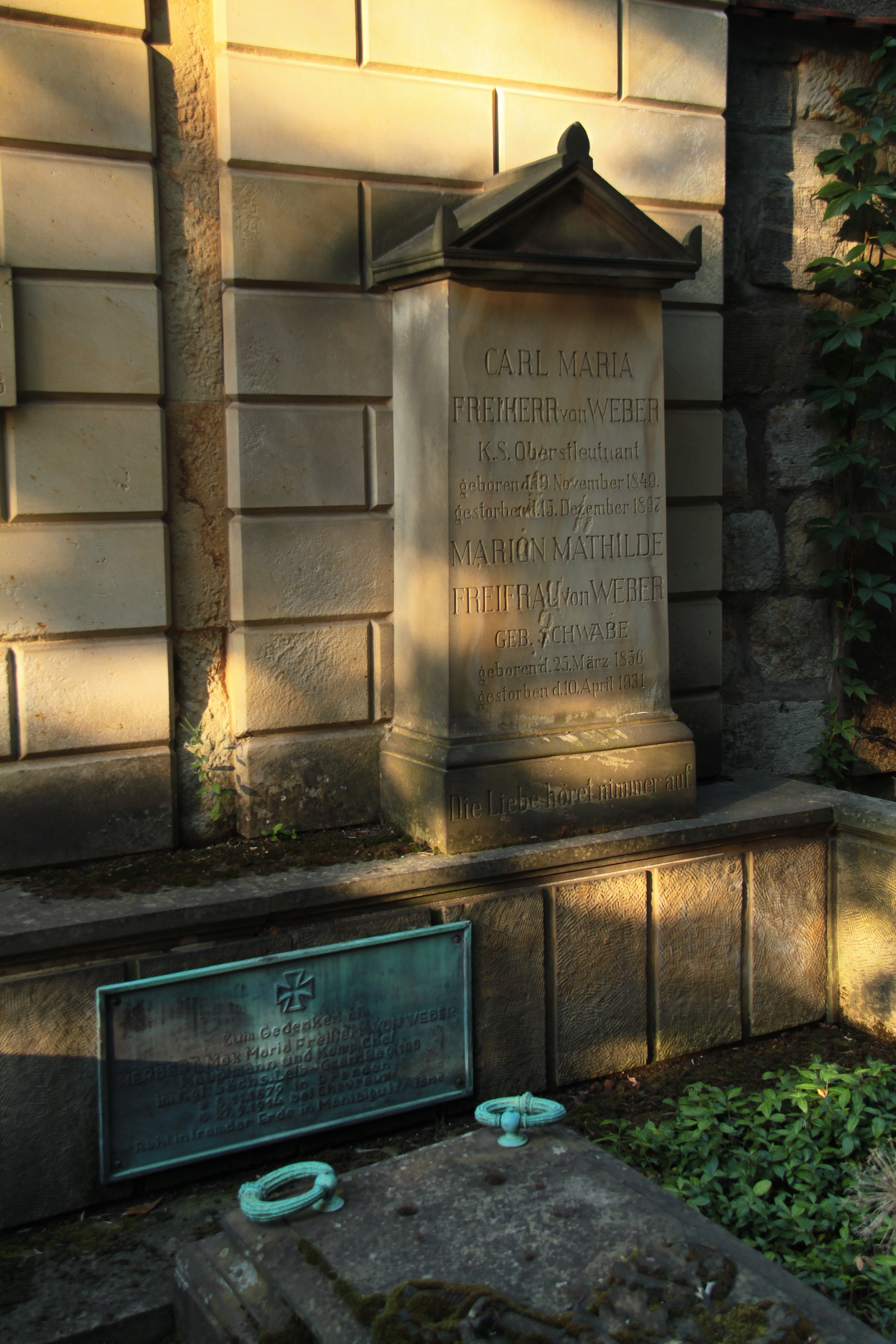
Grabstein Carl von Webers, Dresden

Carl Maria von Weber (häufig nur Carl von Weber, eigentlich Carl Maria Alexander Eduard von Weber, * 19. November 1849 in Dresden, Königreich Sachsen; † 15. Dezember 1897 ebenda) war ein sächsischer Hauptmann, der sich auch schriftstellerisch betätigte. Er war Sohn des sächsischen Eisenbahndirektors und Schriftstellers Max Maria von Weber (1822–1881) und Enkel des Komponisten Carl Maria von Weber (1786–1826).
Er durchlief zunächst eine militärische Laufbahn in der königlich-sächsischen Armee und wurde am 9. Dezember 1868 zum Leutnant befördert. Als Adjutant beim 1. Königlich Sächsischen Leib-Grenadier-Regiment Nr. 100 durchmachte er den Krieg gegen Frankreich mit und wurde mit dem Eisernen Kreuz II. Klasse ausgezeichnet. In der Nachkriegszeit diente er weiterhin in den Truppenteilen und wurde nach Beförderung zum Hauptmann zur Disposition gestellt.
1877 heiratete er Marion Mathilde Schwabe (* 25. März 1856, † 10. April 1931). Er schrieb unter dem Pseudonym Carl Marius ein fünfaktiges Trauerspiel, Die von Hutten, das im April 1886 von Ernst Gettke inszeniert in Leipzig uraufgeführt wurde. Im August 1886 bat von Weber Gustav Mahler, damals Kapellmeister am Leipziger Theater, eine unvollendet gebliebene Oper (Die drei Pintos) des Carl Maria von Weber zu vollenden. Von Weber hatte den dazu nur bruchstückhaft erhaltenen Text von Theodor Hell ergänzt und überarbeitet. Mahler vollendete das Werk, das am 20. Januar 1888 in Leipzig uraufgeführt wurde.